# Полігамія
Поліга́мія (грец. πολύς — «численний» +γάμος — «шлюб») — у тварин, спаровування за період розмноження самця з кількома самицями (полігінія) або самиці з кількома самцями (поліандрія).
Термін використовується також у значенні багатьох людей.
Полігіандрія — є репродуктивна стратегія, що відбувається, коли два або більше самці мають ексклюзивні сексуальні стосунки з двома або більше самицями. Число самців і самиць не обов'язково повинні бути рівні. У хребетних тварин кількість самців зазвичай менше ніж самиць у своїх групах розведення. Деякі тварини поводяться за цією стратегією регулярно, інші до неї вдаються в нехарактерних обставинах.